# Georg Nesselmann
Georg Heinrich Ferdinand Nesselmann (ur. 1811, zm. 1881) – niemiecki filolog, badacz folkloru litewskiego.

## Publikacje
- Wörterbuch der Littauischer Sprache (Königsberg, 1850)
- Lietuvių liaudies dainas Littauische Volkslieder (Berlin, 1853)
- Litauische Dichtungen: nach den Königsberger Handschriften (Königsberg, 1869)
- Die Sprache der alten Preussen (Berlin, 1845)